# Copa Internacional La Esperanza
La Copa Internacional La Esperanza fue un torneo de fútbol juvenil (Sub-20) disputado en los años 90 en el departamento del Valle del Cauca, Colombia el torneo era organizado por la Federación Colombiana de Fútbol y el América de Cali, Se jugaron cinco ediciones en donde se registró participación de grandes equipos de talla mundial como el Real Madrid, Sampdoria de Italia, Boca Juniors y River Plate de Argentina, Flamengo de Brasil, Sporting Cristal y Alianza Lima del Perú, Alajuelense y Deportivo Saprissa de Costa Rica, entre otros.
Se disputó tradicionalmente en los meses de enero y febrero en los estadios de las principales municipalidades del Valle del Cauca, Tuluá, Palmira, Cartago, Jamundi, Buga y Santiago de Cali; el equipo que más veces se alzó con el título fue América de Cali que lo ganó en dos oportunidades, se dejó de disputar en 1998 por los costos que suponía llevarlo a cabo.
El torneo llegó a tener incluso el apoyo de la Conmebol, que delegó algunos árbitros en formación para dar mayor prestigio al torneo de este torneo surgieron figuras como Juan Pablo Ángel, Hamilton Ricard, Héctor Hurtado y Frankie Oviedo entre muchos otros.

## Campeones
| Año  | Campeón                | Resultado      | Subcampeón               | Sede                    |
| ---- | ---------------------- | -------------- | ------------------------ | ----------------------- |
| 1992 | América de Cali        | 2-0            | Atlético Nacional        | Pascual Guerrero (Cali) |
| 1993 | Atlético Junior        | 0-0 (pen. 4-2) | Colombia Sub-20          | Doce de Octubre (Tuluá) |
| 1994 | Deportivo Antioquia    | 1-0            | América de Cali          | Pascual Guerrero (Cali) |
| 1995 | Valle del Cauca Sub-20 | 2-0            | Escuela Carlos Sarmiento | Santa Ana (Cartago)     |
| 1997 | América de Cali        | 2-0            | América de Cali B        | Pascual Guerrero (Cali) |

## Títulos por equipos
| Club                     | Títulos | Subcampeonatos | Años campeón | Años subcampeón |
| ------------------------ | ------- | -------------- | ------------ | --------------- |
| América de Cali          | 2       | 1              | 1992, 1997   | 1994            |
| Atlético Junior          | 1       | 0              | 1993         |                 |
| Valle del Cauca Sub-20   | 1       | 0              | 1995         |                 |
| Deportivo Antioquia      | 1       | 0              | 1994         |                 |
| Atlético Nacional        | 0       | 1              |              | 1992            |
| Colombia Sub-20          | 0       | 1              |              | 1993            |
| Escuela Carlos Sarmiento | 0       | 1              |              | 1995            |
| América de Cali B        | 0       | 1              |              | 1997            |